# Les Planes de Besora
Les Planes de Besora és una masia de Navès (Solsonès) inclosa a l'Inventari del Patrimoni Arquitectònic de Catalunya. Està formada per tres plantes, una de les quals és un traster.

## Situació
La masia es troba a les planes de la part sud del terme municipal, a uns sis quilòmetres a ponent del nucli de Navès, al marge dret del torrent de l'Albereda. S'hi va des de la carretera C-26 (de Solsona a Berga), al seu pas pel terme de Navès, al km. 114,2 (42° 00′ 05″ N, 1° 36′ 22″ E / 42.001501°N,1.606178°E). Aquí cal prendre la carretera a Besora i Busa. La masia està a 800 metres, a peu de carretera, a la dreta.

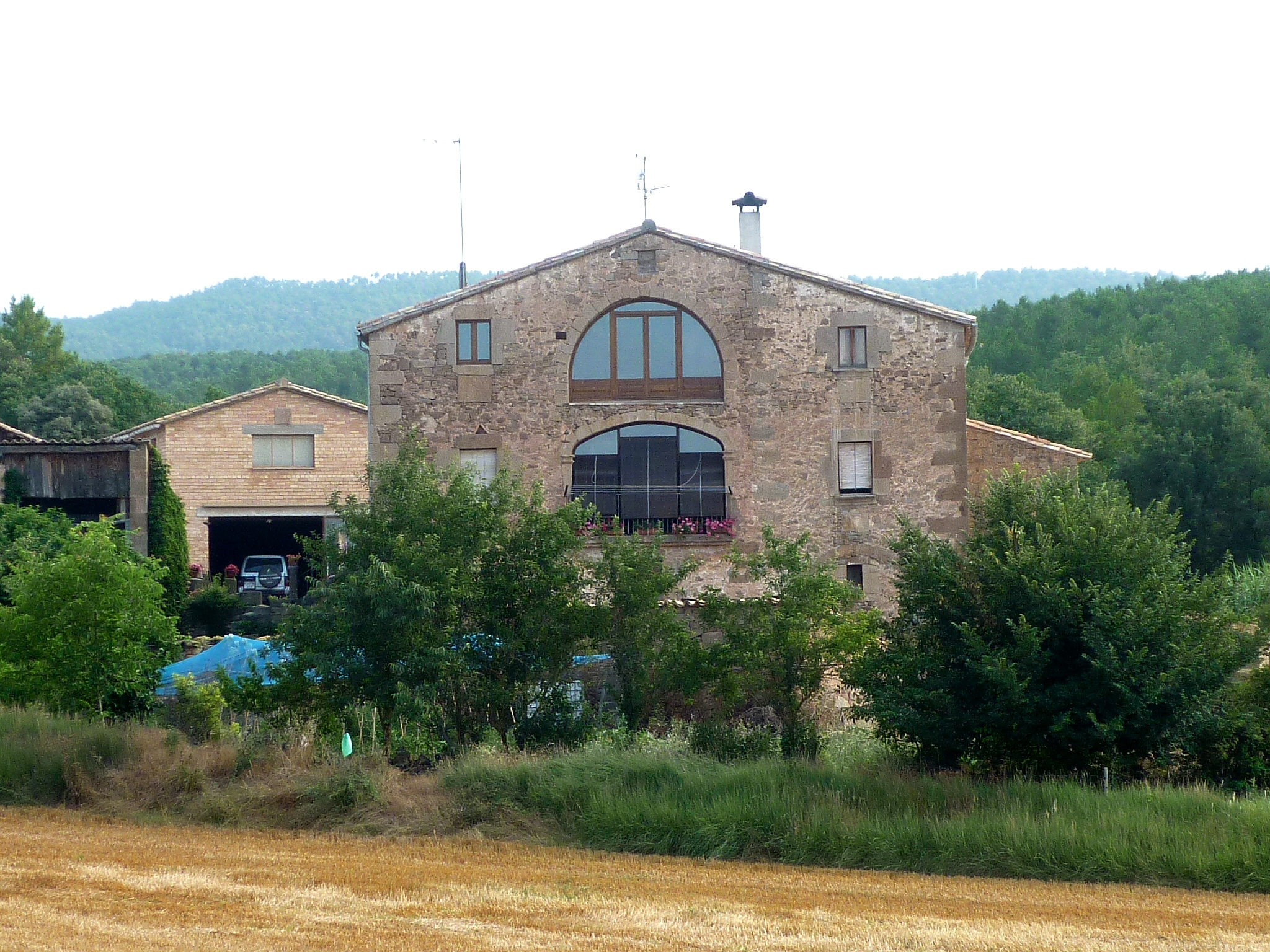
La masia des de la carretera a Busa

## Descripció
Masia de planta rectangular, teulada a dos vessants i orientada nord - sud. Façana principal a la cara sud, amb porta d'arc de mig punt i adovellada. Planta baixa amb sòl de pedra i sostre amb bigues de fusta, i dos pisos. Diversa tipologia de finestres, a la cara sud, dues grans. Finestres d'arc de mig punt i adovellades. Parament de carreus irregulars amb morter, excepte a les llindes i a les cantonades que són tallats.